# Bolesław Szarek
Bolesław Szarek (ur. 6 października 1927 w Jasienicy Rosielnej, zm. 9 grudnia 2004 w Zawierciu) – polski polityk, przewodniczący Prezydium Miejskiej Rady Narodowej w Zawierciu w latach 1969–1973.

## Biografia
W 1954 roku otrzymał nakaz pracy w Wojewódzkim Związku Gminnych Spółdzielni w Katowicach. W 1956 roku został wiceprezesem ds. handlu w Powiatowym Związku Gminnych Spółdzielni w Zawierciu. Funkcję tę pełnił do 1963 roku. W latach 1964–1966 został sekretarzem ekonomicznym w Komitecie Powiatowym PZPR w Zawierciu, a od 1966 roku był przewodniczącym Prezydium Powiatowej Rady Narodowej w Zawierciu. 11 kwietnia 1969 został przewodniczącym Prezydium Miejskiej Rady Narodowej, pełniąc tę rolę do 1973 roku. W latach 1973–1975 był naczelnikiem powiatu, a w latach 1975–1984 – I sekretarzem Komitetu Miejskiego PZPR w Zawierciu. Od 1984 roku był dyrektorem RSW „Prasa-Książka-Ruch” w Zawierciu.